# Powiat sienneński

Powiat sienneński na mapie guberni mohylewskiej

Powiat lub Ujezd sieński albo Siennieński —  dawny powiat guberni mohylewskiej. Na jego terenie dziś leżą następujące rejony:
- sienneński
- tołoczyński

## Wzmianka z roku 1889
Sieński al. Sienneński powiat zajmuje północno-zachodnia, część guberni i graniczy na płn. z pow. lepelskim i witebskim, na wsch. z orszańskim, na płd. z mohylewskim, na zach.
zaś z pow. borysowskim gub. mińskiej. Linia graniczna przeważnie idzie drogą sucha" miejscami tylko poprzerzynaną biegiem rzek, mianowicie zaś Dźwina Zachodnia na. przestrzeni
27 w. oddziela pow. sień ski od pow. lepelskiego i witebskiego, na nieznacznej zaś przestrzeni od pow. borysowskiego granica idzie z biegiem rzek Bóbr i Essa. Podług obliczenia pułk. Strelbickiego powiat ma rozległości
4333'8 w. kw. czyli 89'57 mil al. 4931'9 klm.
kw., co czyni 451,440 dzies. Podług pomiarów mierniczych rozległość powiatu wynosi 436,056 dz., czyli O 15,384 dz., t. j. 3'40%
mniej. Przed r. 1861, t. j. przed przyłączeniem do niego części dawniejszego pow. kopyskiego, powierzchnia powiatu wynosiła 79'16 mil al. 3394'68 w. kw. (podług pomiarów wojenno-topograficznych). W południowej części powiatu przechodzi dział wodny pomiędzy dorzeczem Dźwiny i Dniepru. "'W ogóle jest on niewysoki i miejscami niknie zupełnie w błotach i trzęsawiskach. Najwynioślejsze miejsca znajdują się około wsi: Kozia Górka, Sokolnia i Hapowszczyzna. Powierzchnia powiatu w ogóle przedstawia niską równinę, nachylającą się od płd. ku płn., zasianą jeziorami i błotami. Pod względem geognostycznym powiat należy do formacyi dewońskiej. Pokłady kredowe, na podłożu gliniastem, znajdują się przy wsiach Ławki i
Kalinówka. Białą glinę znajdujemy pod wsią Sukromno. (...)